# Tinagma dryadis
Tinagma dryadis is een vlinder uit de familie lepelmotten (Douglasiidae). De wetenschappelijke naam is voor het eerst geldig gepubliceerd in 1872 door Staudinger.
De soort komt voor in Europa.